# Église Saint-Nicolas de Sredska
Pour les articles homonymes, voir Église Saint-Nicolas.
L'église Saint-Nicolas (en serbe cyrillique : Црква Светог Николе ; en serbe latin : Crkva Svetog Nikole ; en albanais : Kisha e Shën Nikollës) est un édifice religieux orthodoxe serbe situé à Sredska, au Kosovo, dans la commune de Prizren. La chapelle a été construite au XIXe siècle et dépend de l'éparchie de Ras-Prizren. Elle est inscrite sur la liste des monuments de l'Académie serbe des sciences et des arts et sur celle des monuments culturels du Kosovo.

## Présentation
L'église Saint-Nicolas a été construite et ornée de fresques en 1875.